# Дипалладийпентадиспрозий
Дипалладийпентадиспрозий — бинарное неорганическое соединение, интерметаллид
палладия и диспрозия
с формулой Dy5Pd2,
кристаллы.

## Получение
- Сплавление стехиометрических количеств чистых веществ:

{\displaystyle {\mathsf {2Pd+5Dy\ {\xrightarrow {895^{o}C}}\ Dy_{5}Pd_{2}}}}

## Физические свойства
Дипалладийпентадиспрозий образует кристаллы
тетрагональной сингонии,
пространственная группа P 41/a,
параметры ячейки a = 0,958 нм, c = 1,356 нм, Z = 8
.
Соединение конгруэнтно плавится при температуре 895°C.
При температуре 41 К в соединении происходит переход парамагнетик-антиферромагнетик, а при 25 К — переход в ферромагнитное состояние

## Химические свойства
- При температуре 220°C начинает поглощать водород с образованием нестехиометрического гидрида диспрозия DyH2+x[5].